# 明日使える心理学!テッパンノート
『明日使える心理学!テッパンノート』（あしたつかえるしんりがく てっぱんのーと）は、2008年4月23日から同年9月3日まで、TBS系列で放送されていた心理学をテーマにしたバラエティ番組である。毎日放送（MBS）とイーストの共同製作。放送時間は毎週水曜22:00 ‐22:54（JST）。ハイビジョン制作（スタジオ部分のみ）、字幕放送。略称「テッパン」。

## 番組概要
MBSとイーストの共同制作によるバラエティ番組である。司会は前番組『バリバリ - 』から引き続き出演となる島田紳助と、新たにNEWSの小山慶一郎が加わった。また、2008年5月21日放送分は紳助と同じ京都府出身の安田美沙子が司会を務めた。
本番組は、国内外で過去に起きた様々な事象を人間の“心の問題”という視点から解き明かすことをコンセプトに放送された。タイトルの『テッパン』とは、「鉄板」に由来する「確実な」という意味の俗語である。
本番組の終了により、MBS・イースト制作の週一回放送のレギュラー番組は一旦途切れたが、2012年10月の『日10☆演芸パレード』の放送開始により約4年ぶりに再開された。

## 出演者

### 司会
- 島田紳助
- 小山慶一郎（NEWS）
- 安田美沙子（2008年5月21日、2008年7月16日放送分）

### 先生
- Mr.マリック
- 苫米地英人（脳機能学者）

### ナレーション
- 杉本るみ
- 三村ロンド

### 準レギュラー
- 庄司智春（品川庄司）

ほかにゲストのパネリストが5組出演。

## スタッフ
- 構成：安達元一、西田哲也、水野しげゆき、北本かつら
- ブレーン：津田秀樹
- リサーチ：スペースエムワイ、山本晃史
- TP：森野憲俊
- SW：岩田一巳
- CAM：宮崎健司
- VE：原啓教
- AUD：奈良岡純一
- LD：江川斉
- 美術プロデューサー：丸山覚
- 美術デザイン：金子俊彦、杉山弘子
- 美術制作：朝川菜美
- 装置：鈴木匡人
- 大道具操作：宇津木史高
- 電飾：斎藤貴之
- マルチ：谷川悟
- スタイリスト：波多野としこ（紳助担当）、渡辺奈央（小山担当）、（安田担当）
- メイク：久野友子
- 編集：佐々木正知（マックレイ）、篠崎浩（クロースタジオ）
- MA：杉山正
- 音効：岩下康洋（サウンドエッグノッグ）
- タイトルCG：CRXPTB
- TK：浜川久美
- 編成：池邉真佐哉（MBS）
- 広報：石田敦子（MBS）
- AP：鈴木康祝（イースト）
- ディレクター：林智也（MBS）、今井康之・田川博之・宮野敏一（イースト）、小谷直之、八杖大介
- 演出：善本真也・酒井秀樹（イースト）、田中良（MBS）、たぐちゆたか（ブレインマックス）
- プロデューサー：渡辺高志・北野弘（MBS）、梅本覇留（イースト）
- 技術協力：ニユーテレス、プログレッソ、インターナショナルクリエイティブ、マックレイ、サウンドエッグノッグ、パークグラフィックス
- 美術協力：アックス
- 収録スタジオ：レモンスタジオ
- ロケ技術協力：LOOP、TIDE、ITS、mabu、ワークビジョン、八峯テレビ、テレフィール、クロースタジオ、大門スタジオ
- 協力：マリックプロモーション、ベルベットオフィス、Bookmark
- 制作協力：よしもとクリエイティブ・エージェンシー、ジャニーズ事務所/〔※週替り制作会社〕ブレインマックス
- 製作：イースト、毎日放送